# Bezansons Beach
Bezansons Beach – plaża (beach) w kanadyjskiej prowincji Nowa Szkocja, w hrabstwie Guysborough, nad zatoką Country Harbour (45°09′41″N, 61°40′24″W); nazwa urzędowo zatwierdzona 19 maja 1976.